# Paříži, miluji tě
Paříži, miluji tě (Paris, je t'aime) je romantický povídkový film z roku 2006 natočený v koprodukci Francie, Lichtenštejnska, Švýcarska a Německa, který se odehrává v Paříži. Film se skládá z 18 epizod, jejichž ústředním motivem je láska a francouzská metropole. Každou povídku natočil jiný režisér a každá se odehrává v jiném pařížském obvodu.
Film byl poprvé uveden 18. května 2006 na 59. mezinárodním filmovém festivalu v Cannes. V České republice měl premiéru 1. května 2008. V roce 2009 byl obdobně natočen povídkový film o New Yorku s názvem New York, I Love You.

## Vznik filmu
Původně bylo plánováno natočit 20 epizod pro každý obvod jednu. Dvě povídky však nakonec nebyly do filmu zahrnuty. 12. obvod, o kterém točil Raphaël Nadjari a 15. obvod, který tvořil Christoffer Boe. Povídky byly natáčeny v letech 2002–2005. Každý z režisérů dostal jednu čtvrť a měl natočit krátký film (5–8 minut), jehož ústředním motivem je láska.

## Jednotlivé epizody
1. Montmartre (18. obvod)

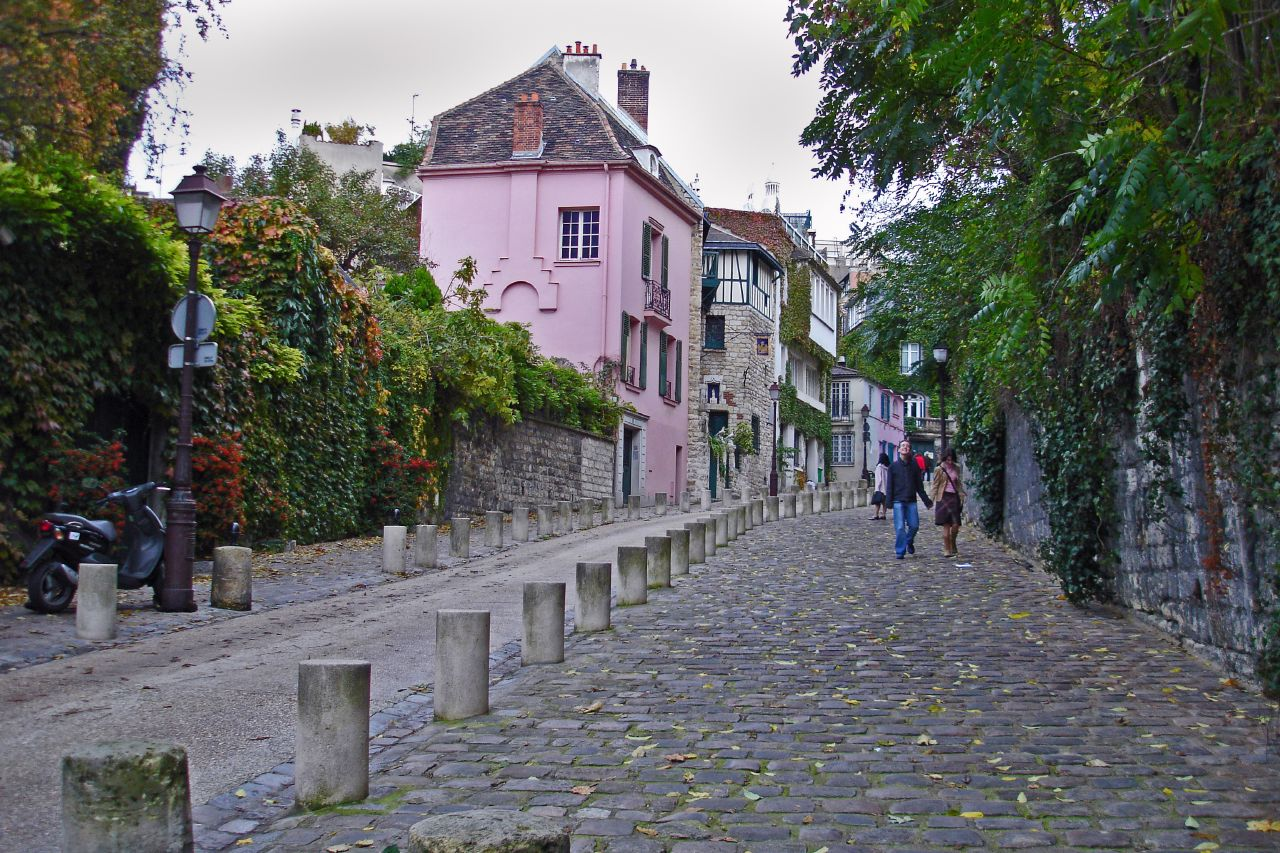
Ulice na Montmartru (1. příběh)

Muž projíždí čtvrtí a hledá místo k zaparkování, což se mu nakonec podaří. Frustrovaný z toho, že žije sám, pozoruje z auta kolemjdoucí páry, těhotné ženy a matky s dětmi. Ale pak u jeho auta omdlí procházející žena. S pomocí kolemjdoucích ji naloží do auta. Když žena přijde k sobě, nabídne jí, že ji odveze a ona jej uchopí vděčně za ruku.
2. Quais de Seine (Nábřeží Seiny) (5. obvod)
Tři chlapci sedí na nábřeží Seiny, plkají a pokřikují na procházející mladé dívky. Nedaleko sedící mladá muslimka v doslechu se shovívavě usmívá. Když odchází, zakopne a rozbije si koleno. Jeden z mladíků jí přiběhne na pomoc a snaží se jí uvázat šátek. Ptá se ho, proč říkají ženám věci, které nechtějí slyšet a on jí, proč nosí šátek, když je tak hezká. Dívka jde do pařížské mešity a mladík ji po malém zaváhání doprovází. Potkají jejího dědečka, který ho přátelsky vyzve, aby je doprovodil.
3. Le Marais (4. obvod)

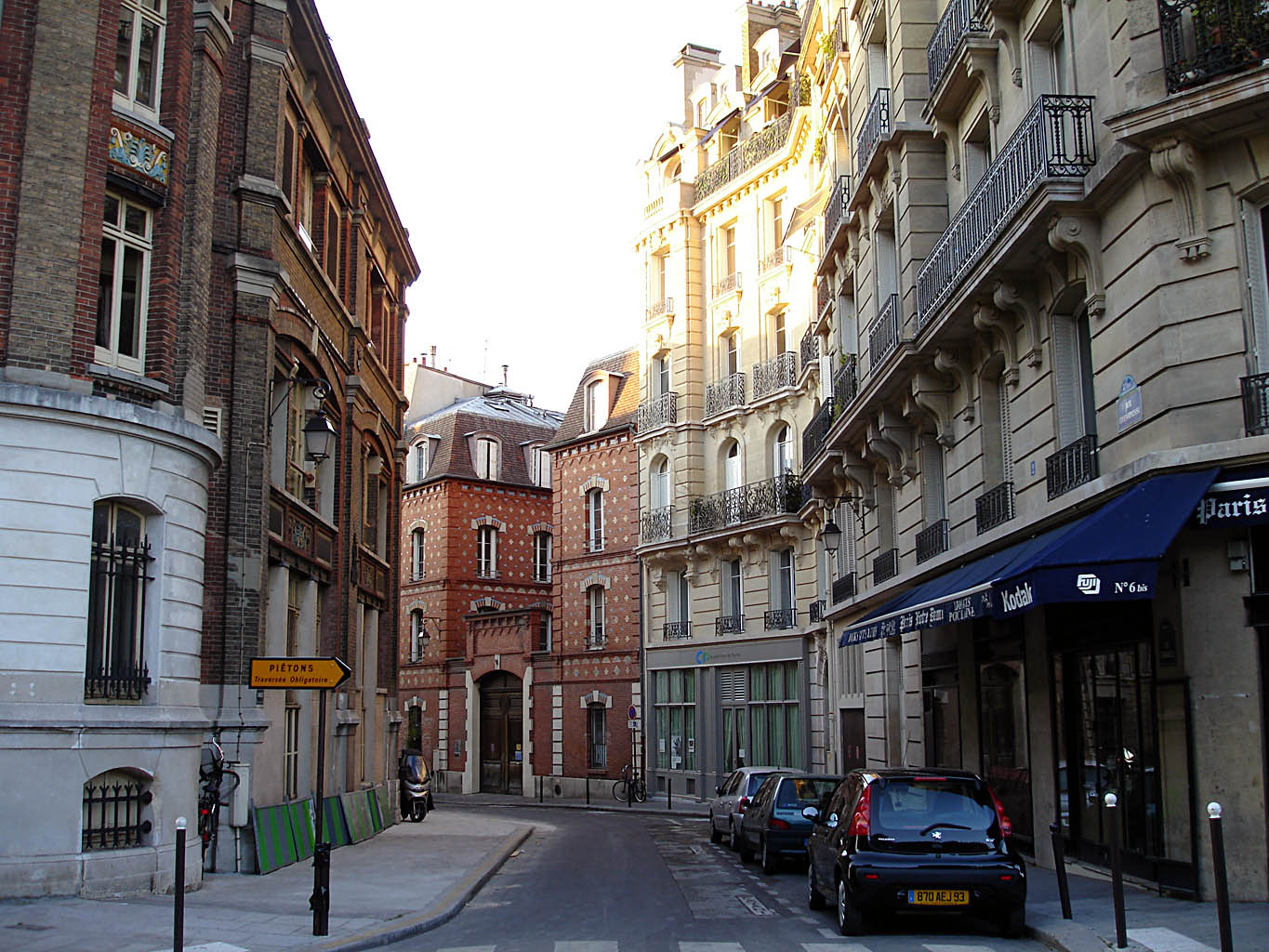
Ulice v Le Marais (3. příběh)

Mladý muž a žena přijdou jako zákazníci do tiskárny, aby zde nechali reprodukovat obraz. Zatímco žena odejde s tiskařem dohodnout odstín barvy, mladík se obrátí na mladého dělníka a vypráví mu o svých pocitech, jako by se už někdy viděli a dá mu své telefonní číslo. Druhý mladík ale nic neříká. Když zákazníci odejdou, zeptá se anglicky tiskaře, že dostal nějaké číslo od muže, kterému francouzsky nerozuměl ani slovo. Ten mu vysvětlí, že je to telefonní číslo. Mladík vyběhne z tiskárny a běží ulicemi.
4. Tuileries (1. obvod)
Na lavičce ve stanici metra čeká americký turista na vlak a čte si v průvodci, že je nevhodné dívat se lidem přímo do očí. Na protějším nástupišti vidí mladý pár, jak se hádá. Pohledy mužů se střetnou a Francouz mu začne nadávat. Dívka přeběhne k turistovi, sedne si vedle něj a políbí ho. Její přítel přiběhne a turistu zbije. Pak se s dívkou usmíří a odcházejí pryč. Turista leží mezi pohlednicemi s Monou Lisou zakoupenými v Louvru.
5. Loin du 16e (Daleko od šestnáctého) (16. obvod)
Mladá žena vstává brzy ráno na chudém předměstí. Odnese své dítě do obecních jeslí, kde mu zazpívá španělskou ukolébavku (Qué Linda Manita), aby usnulo. Po dlouhé cestě do centra s mnoha přestupy dorazí do práce. Pracuje v bohaté domácnosti jako chůva. Aby dítě uspala, zazpívá mu stejnou ukolébavku.
6. Porte de Choisy (13. obvod)

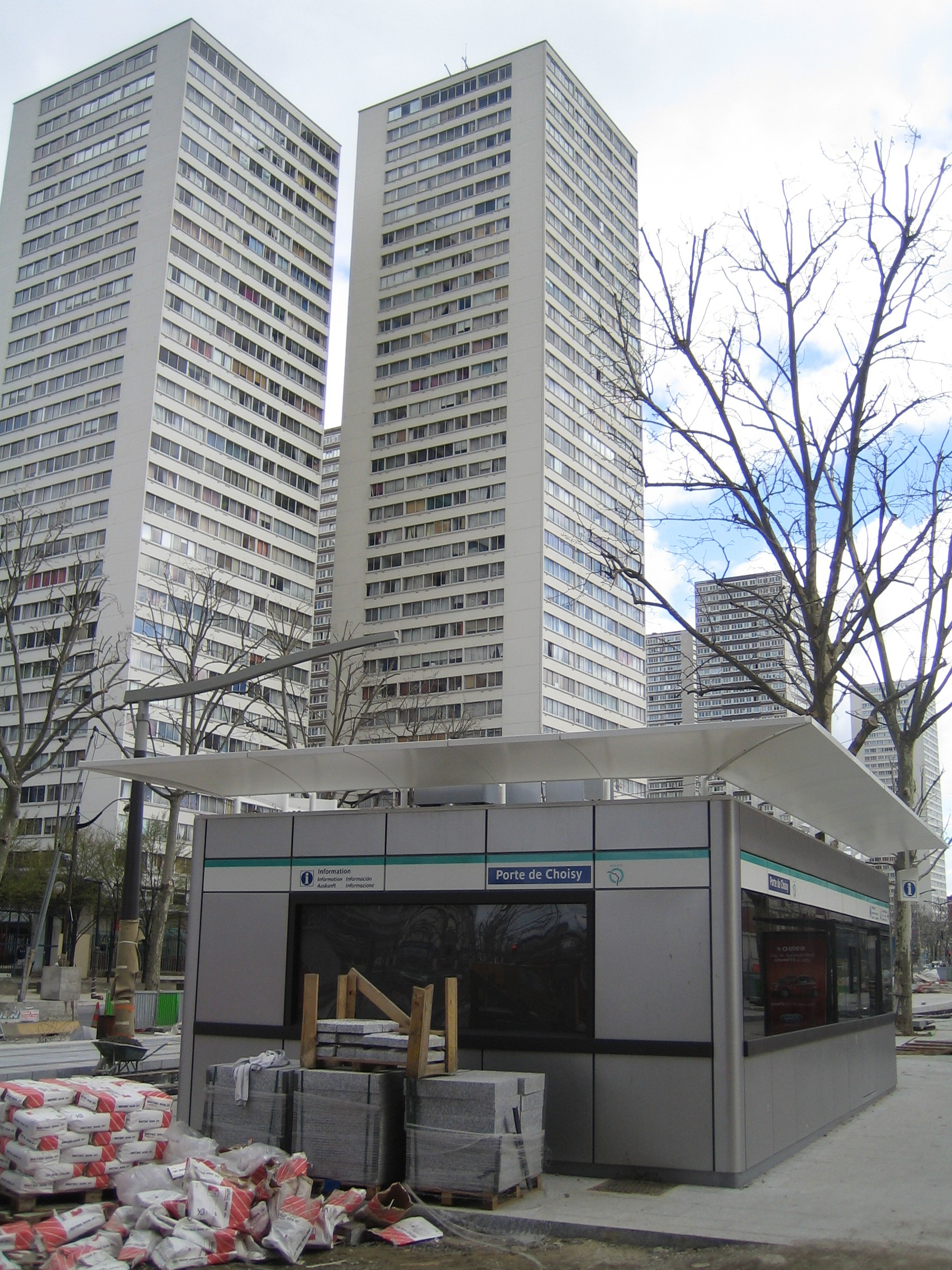
Porte de Choisy (6. příběh)

Příběh se odehrává v pařížské asijské čtvrti. Postarší obchodní zástupce kadeřnické firmy při výstupu z metra vyleká ženu, až ta pustí nákupní tašku. Chce se jí jen zeptat, kde najde kadeřnický salón. Majitelkou kadeřnického salónu je paní Li, která dělá thaibox. Pomáhá jí v salóně a ona mu vysvětlí, že jeho jméno Henny připomíná v její řeči větu „Miluji tě“. Nakonec ho doprovodí na metro.
7. Bastille (11. obvod)
Muž sedí v bistru a čeká na svou ženu, které chce oznámit, že ji už nemiluje a odejde ke své milence. Vybavuje si, co všechno už na své ženě nemiluje. Když přijde, žena se rozpláče ještě dřív, než jí stačí něco říct. Jde zrovna od lékaře, který jí oznámil, že má vzácnou formu leukemie a bude žít jen pár měsíců. Muž se rozhodne stát při ní až do konce. Rozejde se s milenkou a postupně se do své ženy opět zamiluje. Po její smrti zůstane sám.
8. Place des Victoires (2. obvod)
Od smrti svého malého syna trpí matka depresemi. Jednou v noci ji probudí jeho hlas. Vyběhne na náměstí Place des Victoires, kde potká kovboje na koni, který ji zavede za synem, aby se s ním naposledy rozloučila a mohla se vrátit ke své dceři a manželovi.
9. Tour Eiffel (7. obvod)

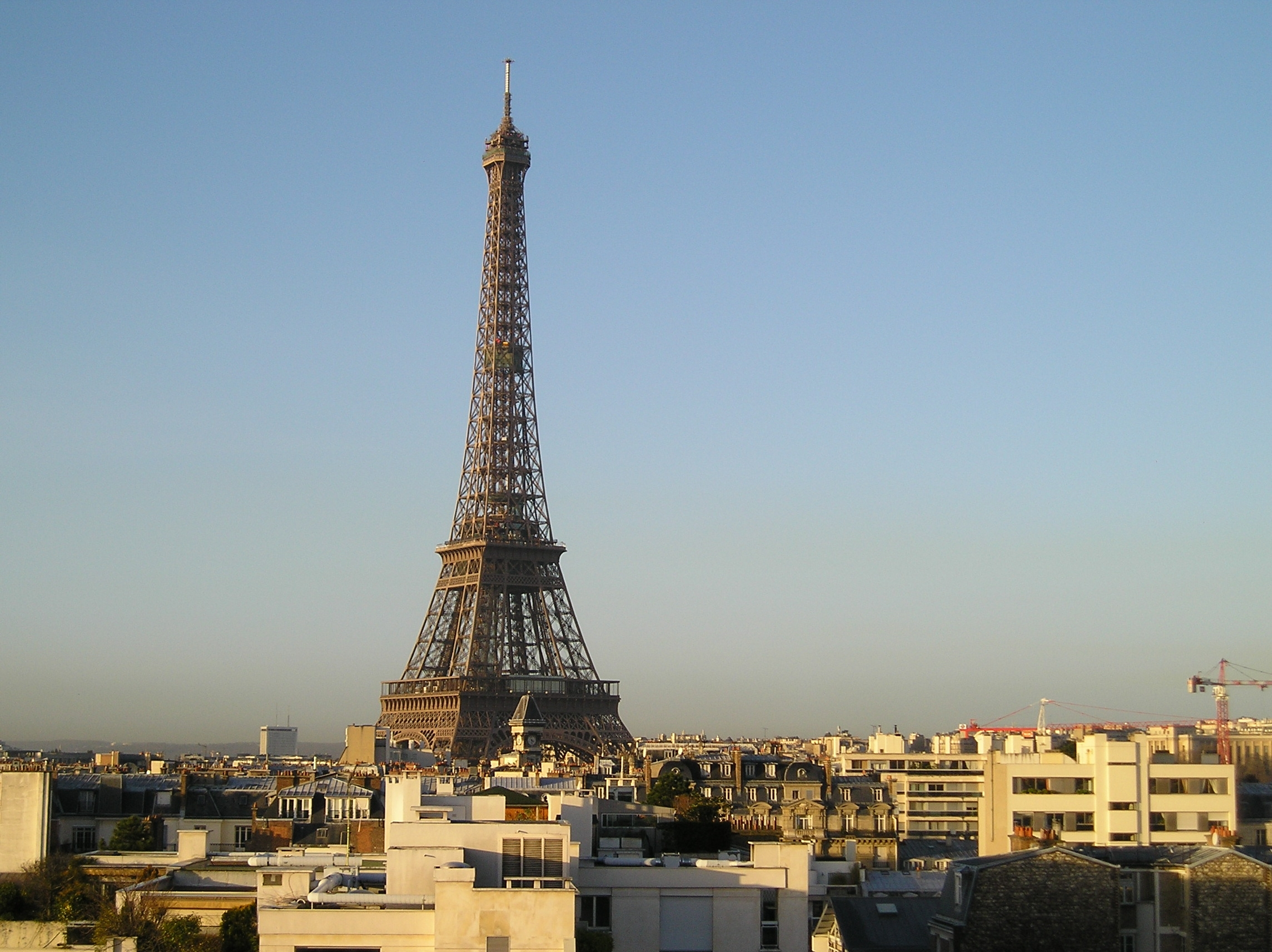
Eiffelova věž (9. příběh)

Chlapec vypráví, jak se seznámili jeho rodiče. Jeho otec je mim, který bydlel sám a nedopatřením byl zatčen. Ve vězení na strážnici se setká s ženou – také mimem. Oba jsou propuštěni a projíždějí se nočními ulicemi kolem Eiffelovy věže.
10. Parc Monceau (17. obvod)
Celý příběh je natočen bez střihu v jediném záběru. Mladá žena se na ulici setkává se starším mužem. Hovoří spolu o Gaspardovi. Žena se bojí, aby Gaspard nic nezjistil. Teprve v závěru vyjde najevo, že se jedná o dceru a jejího otce a Gaspard je její malý syn, který spí v kočárku. Dcera si chce zajít s kamarádkou do kina. Dědeček tedy hlídá venku dítě v kočárku, jakmile ale dcera odejde a on si zapálí cigaretu, Gaspard se probudí a začne křičet.
11. Quartier des Enfants-Rouges (3. obvod)
Americká herečka natáčí v Paříži film. Na večírek za ní přijde její dealer, ona si jde vybrat peníze a pak potřebuje rozměnit. Jdou proto do bistra. Ona mu dá své telefonní číslo a on slíbí, že za ní přijde na natáčení. Nakonec ale místo sebe pošle náhradníka, protože musel odejet za významným zákazníkem.
12. Place des Fêtes (19. obvod)
Na náměstí Place des Fêtes je těžce zraněný černoch. Mladá záchranářka mu dává první pomoc a on ji poprosí, aby si spolu vypili kávu. Zatímco její pomocník jde do bistra, on jí vypráví, že se spolu už jednou setkali v podzemní garáži, kde pracoval. Tehdy se do ní zamiloval. Pak přišel o místo v garáži. Později mu na náměstí skupina mladíků ukradne kytaru a pobodá. Poté umírá.
13. Pigalle (9. obvod)

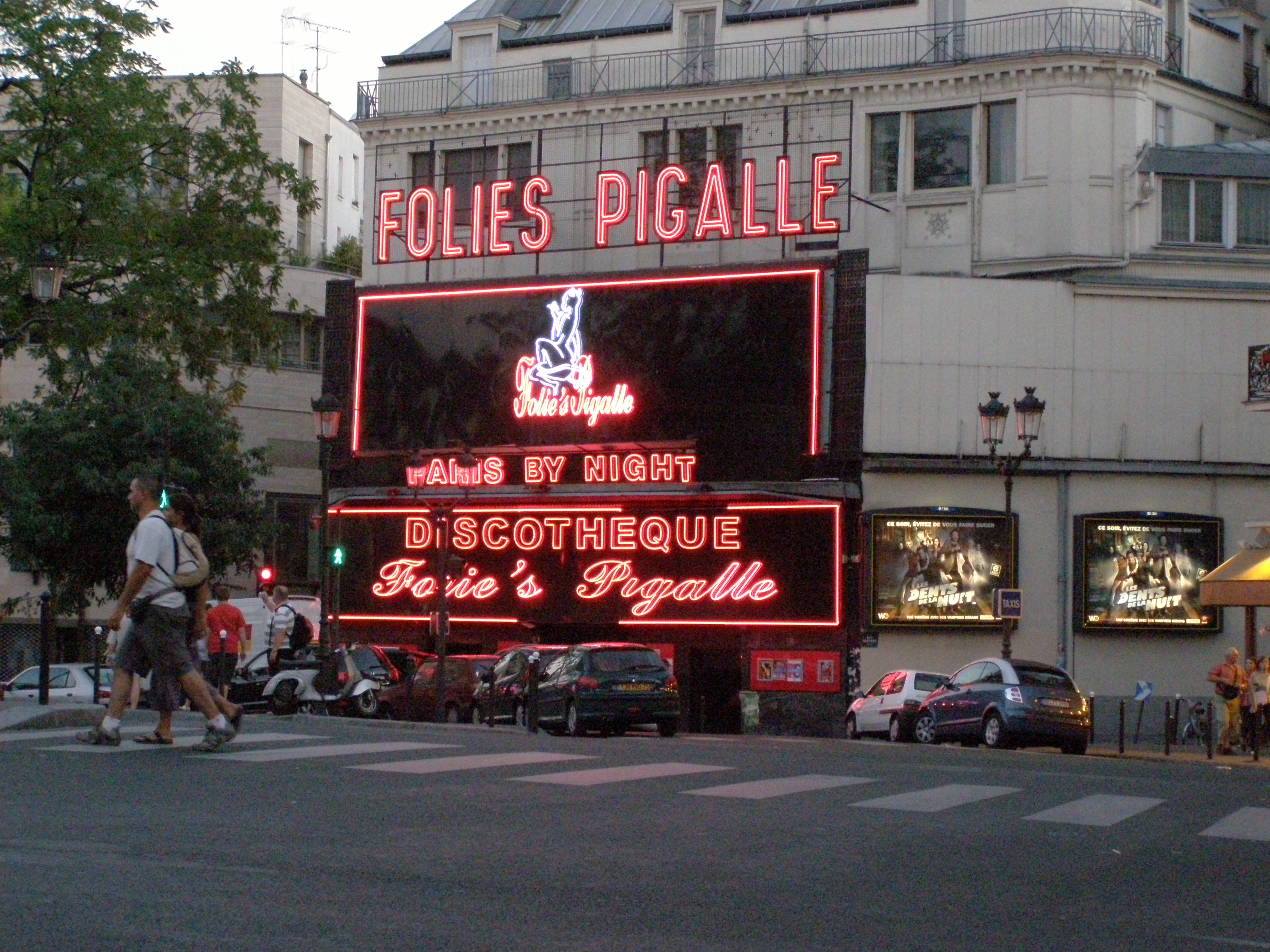
Náměstí Pigalle (13. příběh)

Postarší muž jde do nevěstince a na baru potká ženu. Poté odejde na pokoj za prostitutkou, kam za ním přijde žena z baru. Ukáže se, že to jsou manželé a pohádají se, protože ona se nechala přemluvit k této hře. Obviní ho, že ji už nedokáže ničím překvapit. Když se blíží ke svému domu, před vchodem stojí skupina hudebníků, která hraje její oblíbenou písničku. On jí řekne, že je jediná žena, kterou kdy miloval.
14. Quartier de la Madeleine (8. obvod)
Mladý turista kráčí noční Paříží a překvapí krásnou upírku, jak ze své oběti saje krev. Ona ho nakonec nekousne a jen na něj zamilovaně hledí. Mladík si střepem z láhve rozřízne zápěstí a nabízí jí svou krev. Ona ale odmítne. Mladík ztratí vědomí, spadne ze schodů a zabije se. Ona ho oživí vlastní krví, takže se z něj stane též upír a vzájemně se poté láskyplně zakousnou do krku.
15. Père-Lachaise (20. obvod)

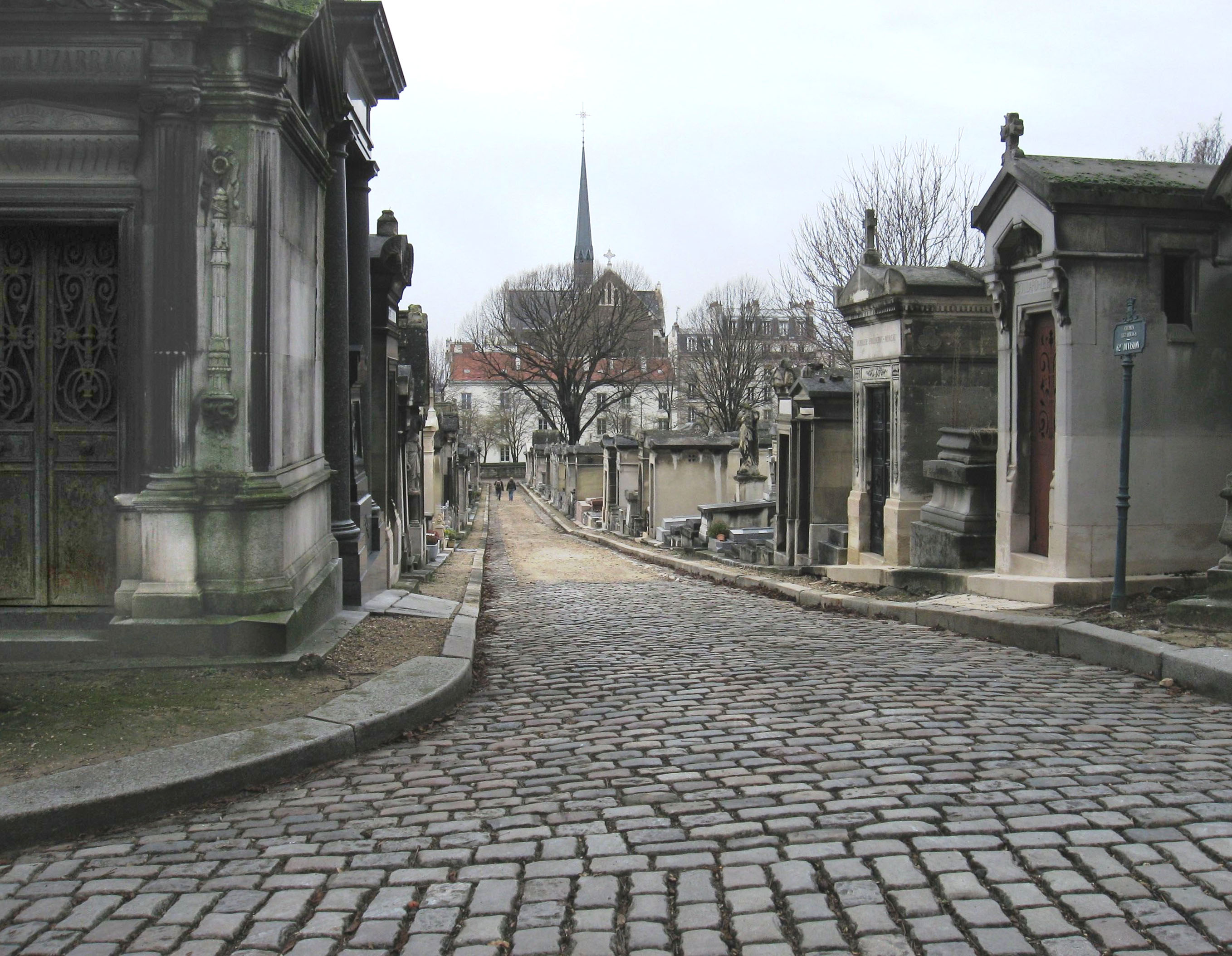
Hřbitov Père-Lachaise (15. příběh)

Dva turisté se procházejí po hřbitově Père Lachaise. Jsou v Paříži na líbánkách. William je nespokojený, protože nedodržují stanovený plán, Frances hledá hrob Oscara Wilda, jehož humor miluje. Její snoubenec ale žádný smysl pro humor nemá, což ženě vadí a nechce si ho proto vzít. Uteče. Muži se zjeví duch Oscara Wilda a povzbudí ho, jak získat snoubenku zpět vtipnými citáty.
16. Faubourg Saint-Denis (10. obvod)
Tato epizoda byla uváděna též samostatně jako krátkometrážní film pod názvem True.
Slepému mladíkovi zavolá přítelkyně a oznámí mu definitivní rozchod. Thomas si vzpomíná, jak se poprvé setkali. Šel po ulici a slyšel nějakou dívku volat o pomoc. Přistoupil k oknu a dívka mu řekla, že se připravuje na přijímačky na hereckou školu. Následuje klipovitě natočený sestřih z uplynulého společně prožitého roku. Ona přijímačky udělá, přestěhuje se z Bostonu do Paříže. Stane se z nich pár a najdou si podnájem v ulici Faubourg Saint-Denis. Pak se telefon ozve znovu. Volá opět Francine a ptá se, jestli její divadelní replika byla přesvědčivá a že se přerušilo spojení. Protože se mladík hned neozývá, ptá se ho, jestli ji slyší. On odpoví: „Ne, já tě vidím“.
17. Quartier Latin (6. obvod)

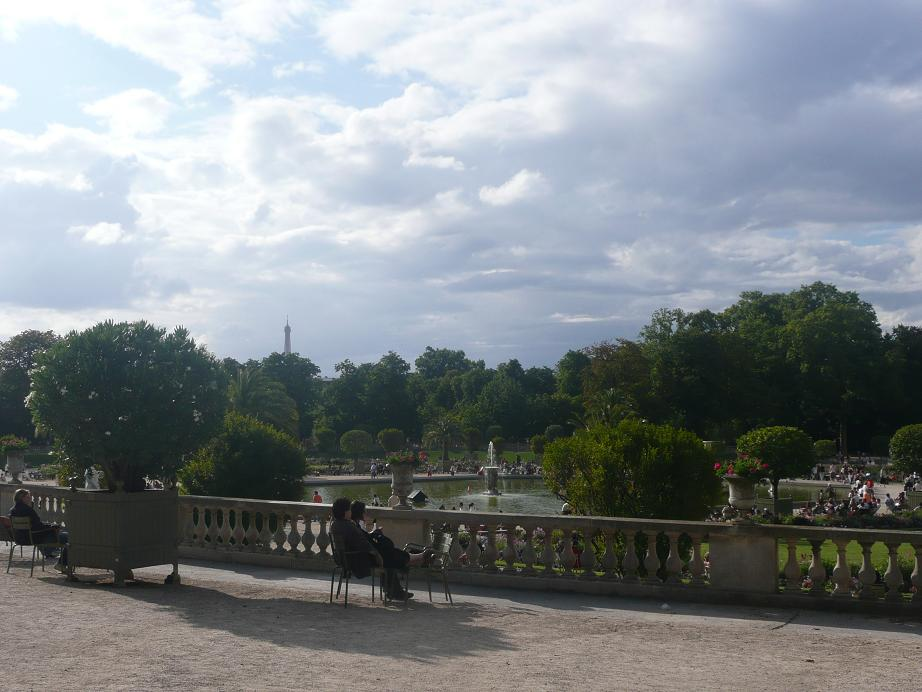
Lucemburské zahrady v Latinské čtvrti (17. příběh)

Dva starší manželé žijící již velmi dlouho odděleně (ona v Paříži, on v USA), se setkávají v bistru vedle Lucemburských zahrad, aby se dohodli na oficiálním rozvodu. Ona žije s mladým cyklistou, on má velmi mladou přítelkyni, se kterou čeká dítě. Vedou spolu velmi sarkastický rozhovor, ze kterého je přesto cítit oboustranná náklonnost.
18. 14e arrondissement (14. obvod)
Příběh vypráví americká účastnice kursu francouzštiny, která jako turistka odjela na týden do Paříže, aby zažila město a procvičila se v jazyce. Není už mladá, hezká ani štíhlá a žije bez partnera, takže do Paříže přijíždí sama. Prochází se městem, zajde si na oběd do čínské restaurace, navštíví hřbitov Montparnasse, kde rozjímá o smrtelnosti před hrobem Porfiria Díaze a zastaví se u společného hrobu Jeana-Paula Sartra a Simone de Beauvoir, kterou si splete se Simonem Bolívarem. Vyjede si na Věž Montparnasse a prohlíží si město z výšky a zalituje, že zde není nikdo, komu by mohla říct, jak je ten výhled krásný. V jedné uličce si představuje, jaké by to bylo, kdyby roznášela dopisy v Paříži a ne ve svém rodném Denveru, takže by znala zdejší obyvatele. Nakonec se posadí v parku Montsouris na lavičku a tu náhle ucítí, že miluje Paříž a Paříž miluje ji.
V poslední krátké sekvenci filmu se některé příběhy a osudy vzájemně prolnou.

## Autoři a obsazení
1. epizoda
Režie: Bruno Podalydès
- Bruno Podalydès: řidič automobilu
- Florence Muller: mladá žena

2. epizoda
Režie: Gurinder Chadha
- Cyril Descours: François

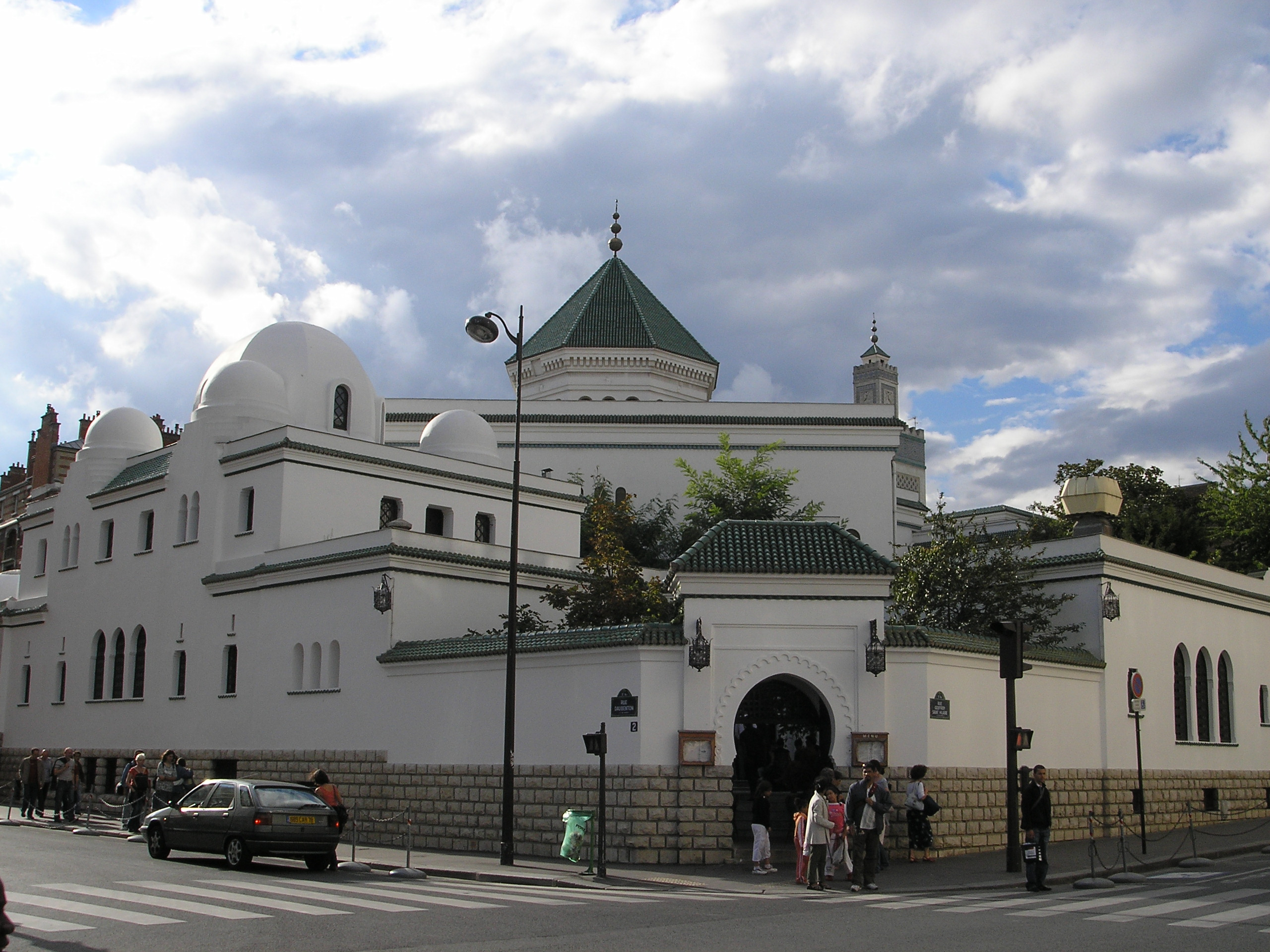
Pařížská mešita (2. příběh)

- Leïla Bekhti: mladá muslimka Zarka
- Salah Teskouk: její dědeček

3. epizoda
Režie: Gus Van Sant
- Marianne Faithfull: Marianne
- Elias McConnell: Elie
- Gaspard Ulliel: Gaspard
- Christian Bramsen: tiskař

4. epizoda
Režie: Ethan a Joel Coenovi
- Steve Buscemi: americký turista
- Julie Bataille: Julie
- Axel Kiener: Axel

5. epizoda

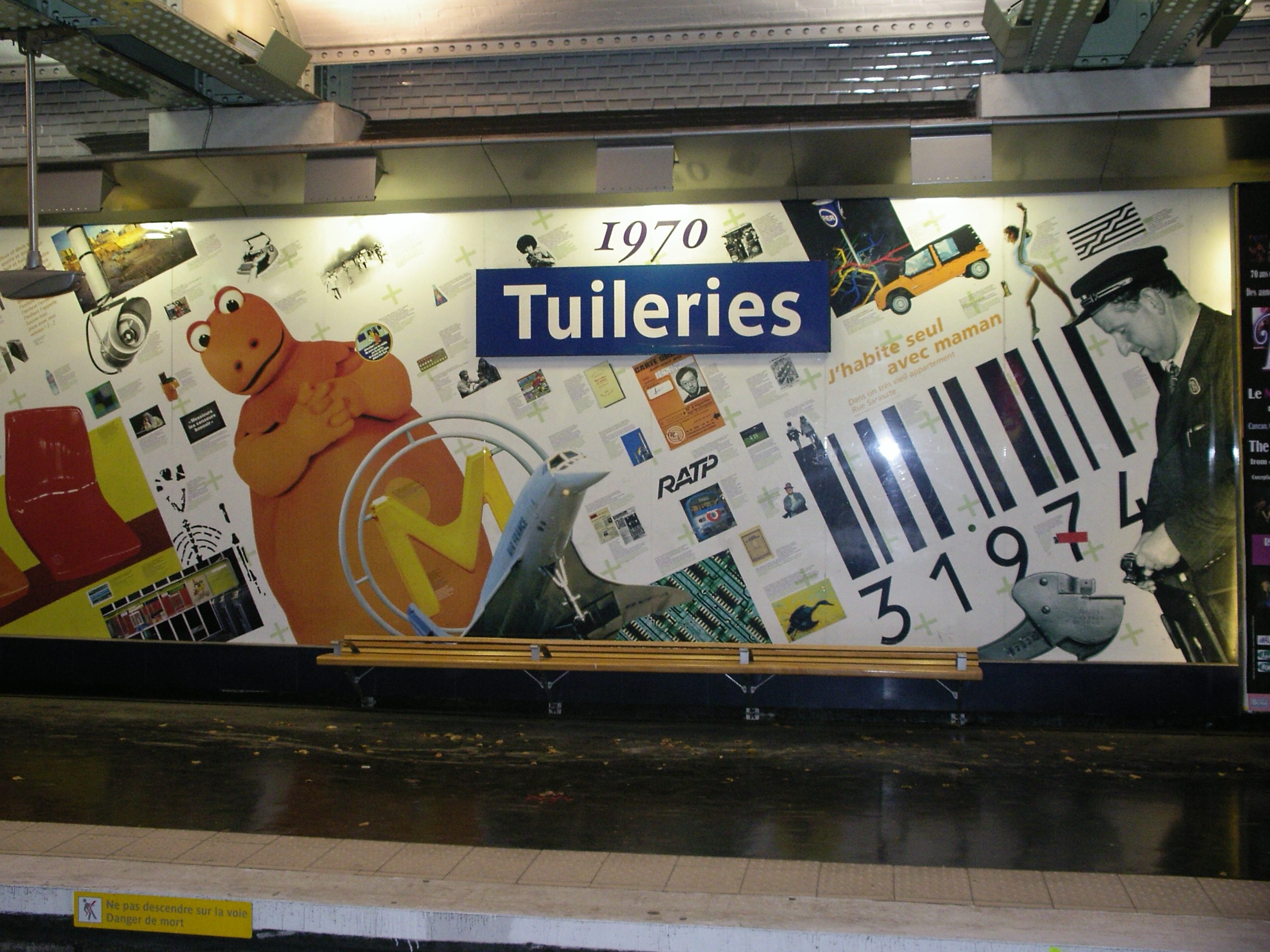
Stanice metra Tuileries (4. příběh)

Režie: Walter Salles, Daniela Thomas
- Catalina Sandino Moreno: Ana

6. epizoda
Režie: Christopher Doyle
- Barbet Schroeder: Henny, obchodní zástupce
- Li Xin: paní Li

7. epizoda
Režie: Isabel Coixet
- Sergio Castellitto: manžel
- Miranda Richardson: manželka

8. epizoda
Režie: Nobuhiro Suwa
- Juliette Binocheová: matka
- Hippolyte Girardot: otec
- Martin Combes: Justin
- Willem Dafoe: kovboj

9. epizoda
Režie: Sylvain Chomet
- Paul Putner: mim
- Yolande Moreau: mim

10. epizoda
Režie: Alfonso Cuarón
- Ludivine Sagnier: Claire
- Nick Nolte: Vincent

11. epizoda
Režie: Olivier Assayas

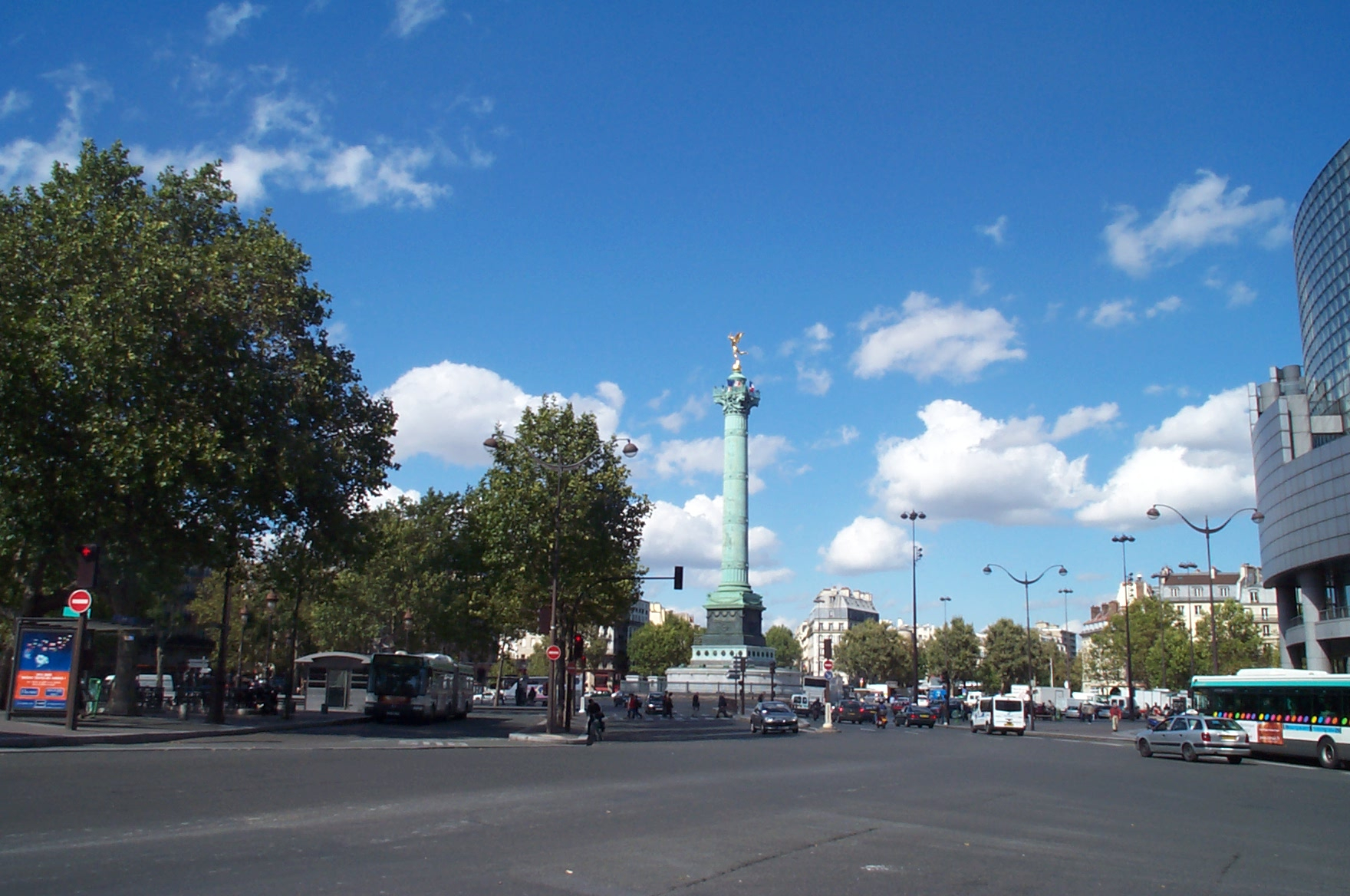
Place de la Bastille (7. příběh)

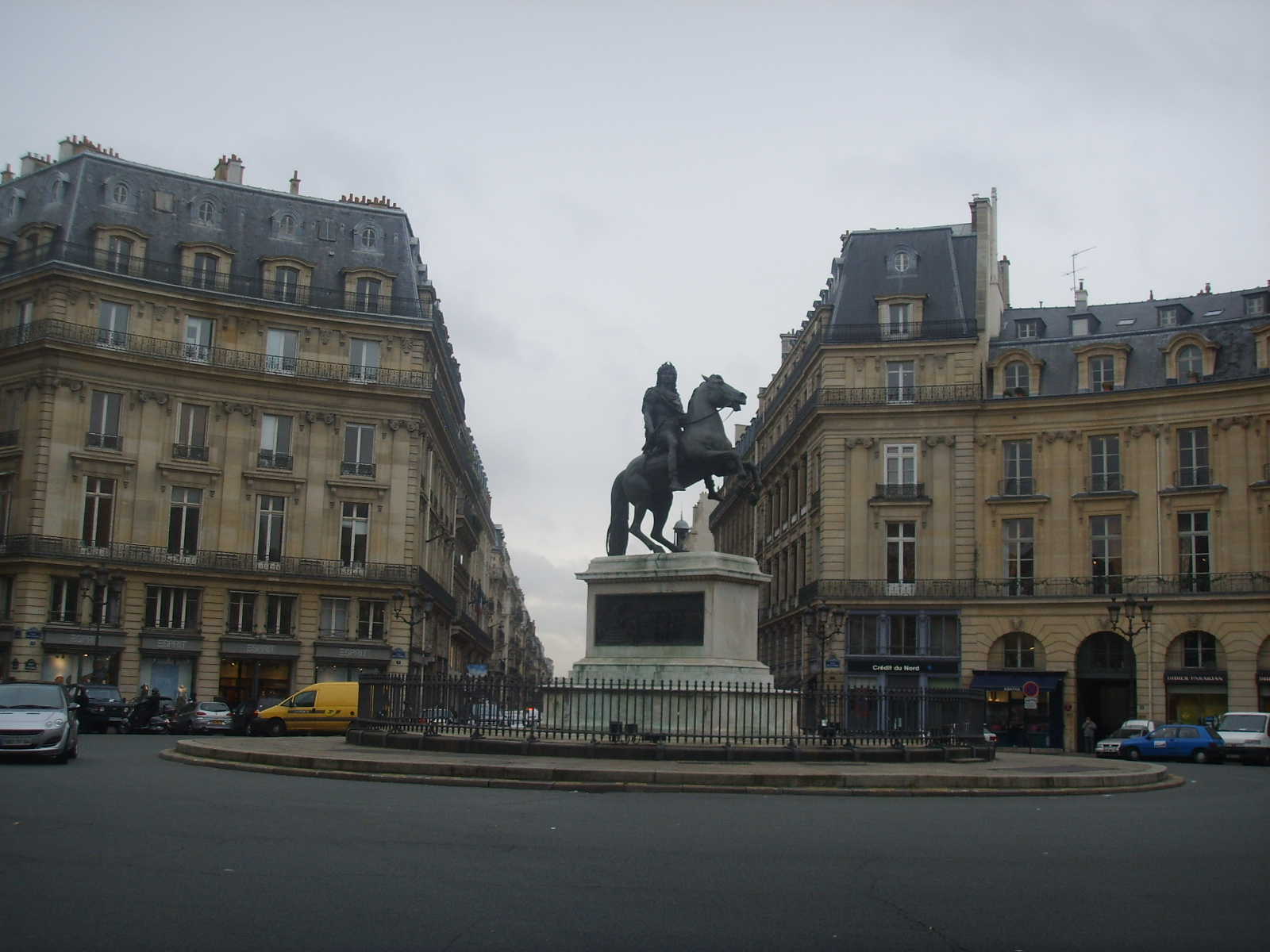
Place des Victoires (8. příběh)

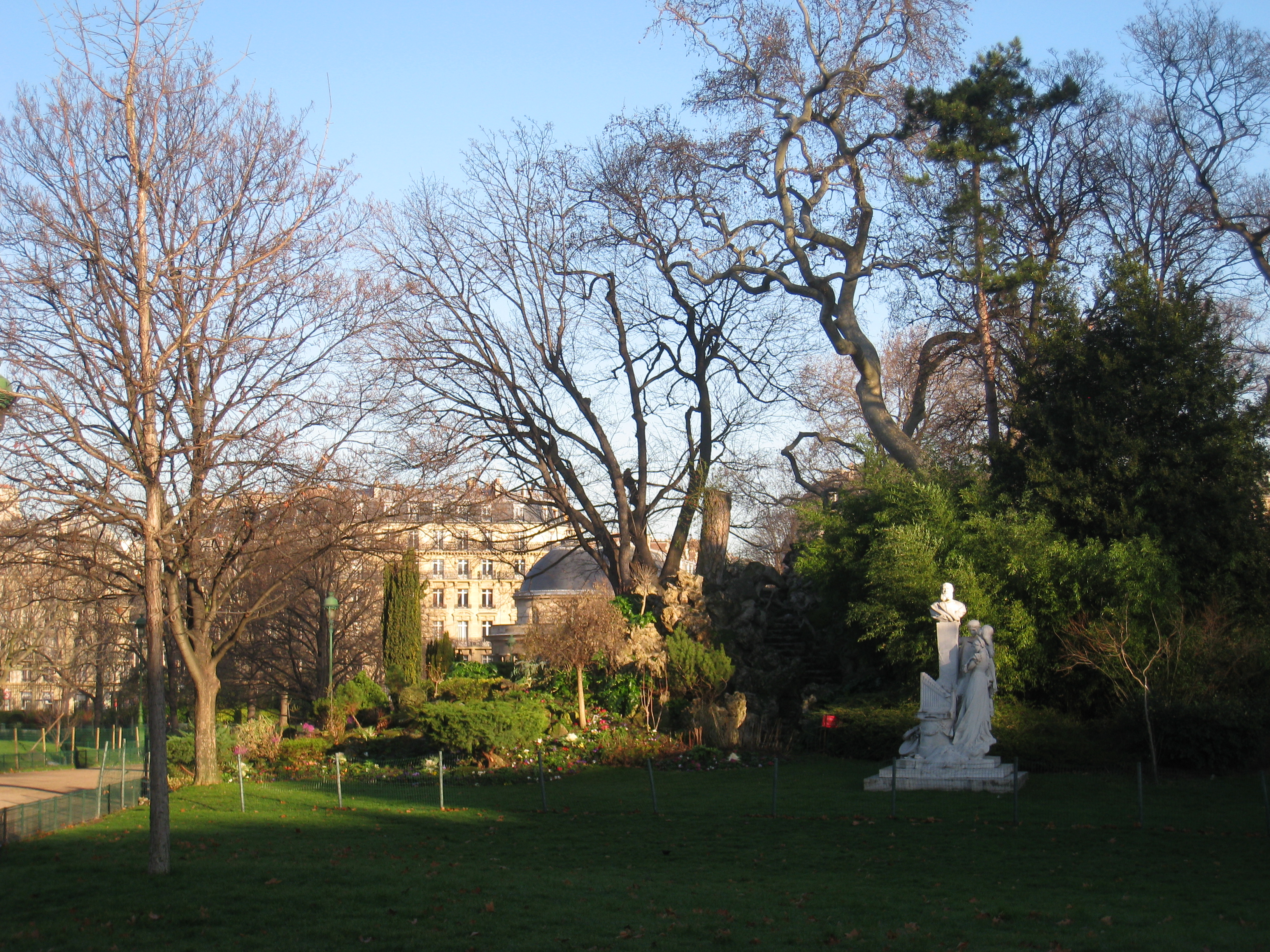
Parc Monceau (10. příběh)

- Maggie Gyllenhaal: Liz, americká herečka
- Lionel Dray: Ken, dealer

12. epizoda
Režie: Oliver Schmitz
- Seydou Boro: Hassan
- Aïssa Maïga: Sophie

13. epizoda
Režie: Richard LaGravenese
- Fanny Ardant: Fanny Forestier
- Bob Hoskins: Bob Leander

14. epizoda
Režie: Vincenzo Natali
- Olga Kurylenko: upírka
- Elijah Wood: turista

15. epizoda
Režie: Wes Craven
- Emily Mortimer: Frances
- Rufus Sewell: William

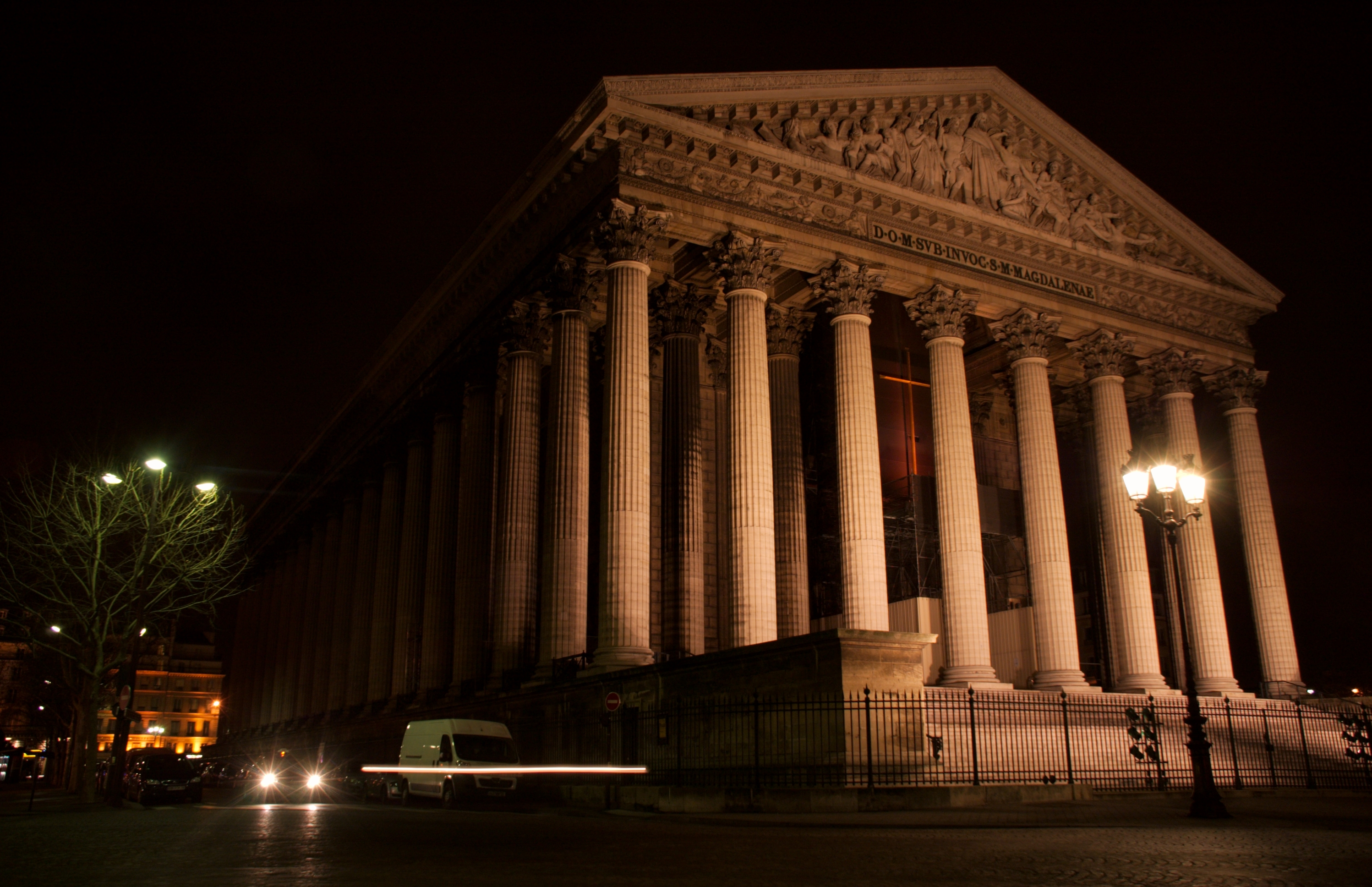
Kostel Madeleine v noci (14. příběh)

- Alexander Payne: duch Oscara Wilda

16. epizoda
Režie: Tom Tykwer
- Natalie Portmanová: Francine
- Melchior Beslon: Thomas

17. epizoda

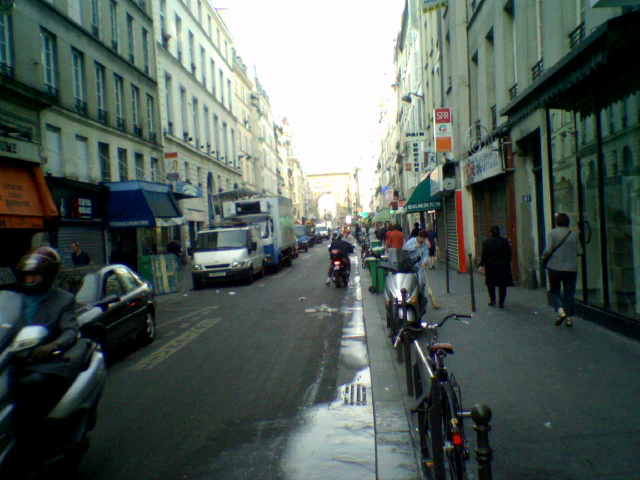
Ulice Faubourg Saint-Denis (16. příběh)

Režie: Gérard Depardieu, Frédéric Auburtin
- Gena Rowlands: Gena, manželka
- Ben Gazzara: Ben, manžel
- Gérard Depardieu: majitel podniku

18. epizoda
Režie: Alexander Payne

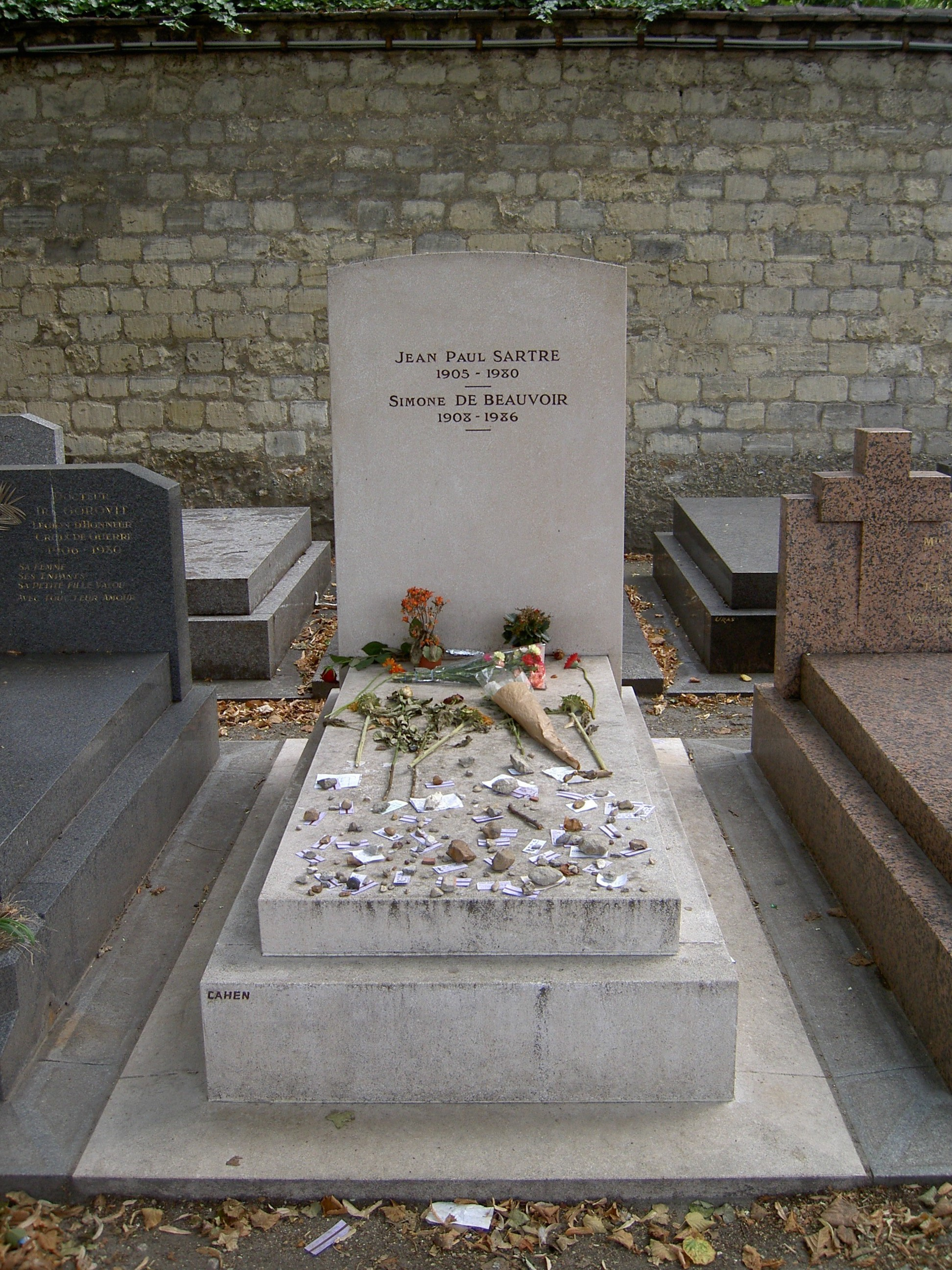
Společný hrob S. de Beauvoir a J.-P. Sartra (18. příběh)

- Margo Martindale: americká turistka